# Dienstgrade der australischen Polizei
Die Dienstgrade der australischen Polizei basieren auf den Dienstgraden der britischen Polizei und lassen sich zwischen der Bundespolizei (Australian Federal Police) und den Polizeien der Bundesstaaten unterscheiden. Die Dienstgrade werden in absteigender Reihenfolge angegeben (links = höchster).
|                                                    | Commissioner        | Commissioner                  | Commissioner           | Commissioner | Superintendent       | Superintendent | Superintendent  | Inspector | Inspector                   | Sergeant             | Sergeant | Sergeant                 | Constable                    | Constable        | Constable             | Constable | Constable              | Constable |
| -------------------------------------------------- | ------------------- | ----------------------------- | ---------------------- | ------------ | -------------------- | -------------- | --------------- | --------- | --------------------------- | -------------------- | -------- | ------------------------ | ---------------------------- | ---------------- | --------------------- | --------- | ---------------------- | --------- |
| New South Wales Police Force                       |                     |                               |                        |              |                      |                |                 |           |                             |                      |          |                          |                              |                  |                       |           |                        |           |
| Commissioner                                       | Deputy commissioner | Senior assistant commissioner | Assistant commissioner |              | Chief superintendent | Superintendent | Chief inspector | Inspector | Senior sergeant             | Incremental sergeant | Sergeant | Leading senior constable | Incremental senior constable | Senior constable | Constable             |           | Probationary Constable |           |
|                                                    | Commissioner        | Commissioner                  | Commissioner           | Commissioner | Superintendent       | Superintendent | Superintendent  | Inspector | Inspector                   | Sergeant             | Sergeant | Sergeant                 | Constable                    | Constable        | Constable             | Constable | Constable              | Constable |
| Victoria Police seit 2010                          |                     |                               |                        |              |                      |                |                 |           |                             |                      |          |                          |                              |                  |                       |           |                        |           |
|                                                    | Chief commissioner  | Deputy commissioner           | Assistant commissioner | Commander    | Chief superintendent | Superintendent | Chief inspector | Inspector | Senior sergeant             |                      | Sergeant | Leading senior constable |                              | Senior constable | First constable       | Constable |                        |           |
|                                                    | Commissioner        | Commissioner                  | Commissioner           | Commissioner | Superintendent       | Superintendent | Superintendent  | Inspector | Inspector                   | Sergeant             | Sergeant | Sergeant                 | Constable                    | Constable        | Constable             | Constable | Constable              | Constable |
| Queensland Police Service seit 2019                |                     |                               |                        |              |                      |                |                 |           |                             |                      |          |                          |                              |                  |                       |           |                        |           |
|                                                    | Commissioner        | Deputy commissioner           | Assistant commissioner |              | Chief superintendent | Superintendent |                 | Inspector | Senior sergeant             |                      | Sergeant |                          |                              | Senior constable | Constable (5 years)   | Constable |                        |           |
|                                                    | Commissioner        | Commissioner                  | Commissioner           | Commissioner | Superintendent       | Superintendent | Superintendent  | Inspector | Inspector                   | Sergeant             | Sergeant | Sergeant                 | Constable                    | Constable        | Constable             | Constable | Constable              | Constable |
| South Australia Police                             |                     |                               |                        |              |                      |                |                 |           |                             |                      |          |                          |                              |                  |                       |           |                        |           |
|                                                    | Commissioner        | Deputy commissioner           | Assistant commissioner | Commander    | Chief superintendent | Superintendent | Chief inspector | Inspector | Senior sergeant first class | Senior sergeant      | Sergeant | Brevet sergeant          | Senior constable first class | Senior constable | Constable first class | Constable | Probationary constable |           |
|                                                    | Commissioner        | Commissioner                  | Commissioner           | Commissioner | Superintendent       | Superintendent | Superintendent  | Inspector | Inspector                   | Sergeant             | Sergeant | Sergeant                 | Constable                    | Constable        | Constable             | Constable | Constable              | Constable |
| Western Australia Police seit 2009                 |                     |                               |                        |              |                      |                |                 |           |                             |                      |          |                          |                              |                  |                       |           |                        |           |
|                                                    | Commissioner        | Deputy commissioner           | Assistant commissioner | Commander    |                      | Superintendent |                 | Inspector | Senior sergeant             |                      | Sergeant |                          |                              | Senior constable | Constable first class | Constable |                        |           |
|                                                    | Commissioner        | Commissioner                  | Commissioner           | Commissioner | Superintendent       | Superintendent | Superintendent  | Inspector | Inspector                   | Sergeant             | Sergeant | Sergeant                 | Constable                    | Constable        | Constable             | Constable | Constable              | Constable |
| Tasmania Police                                    |                     |                               |                        |              |                      |                |                 |           |                             |                      |          |                          |                              |                  |                       |           |                        |           |
|                                                    | Commissioner        | Deputy commissioner           | Assistant commissioner | Commander    |                      |                |                 | Inspector | Senior sergeant             |                      | Sergeant |                          | Senior constable qualified   | Senior constable | First class constable | Constable |                        |           |
|                                                    | Commissioner        | Commissioner                  | Commissioner           | Commissioner | Superintendent       | Superintendent | Superintendent  | Inspector | Inspector                   | Sergeant             | Sergeant | Sergeant                 | Constable                    | Constable        | Constable             | Constable | Constable              | Constable |
| Northern Territory Police seit 2019                |                     |                               |                        |              |                      |                |                 |           |                             |                      |          |                          |                              |                  |                       |           |                        |           |
|                                                    | Commissioner        | Deputy commissioner           | Assistant commissioner | Commander    |                      | Superintendent |                 |           | Senior sergeant             |                      | Sergeant |                          |                              | Senior constable | Constable first class |           | Recruit constable      |           |
|                                                    | Commissioner        | Commissioner                  | Commissioner           | Commissioner | Superintendent       | Superintendent | Superintendent  | Inspector | Inspector                   | Sergeant             | Sergeant | Sergeant                 | Constable                    | Constable        | Constable             | Constable | Constable              | Constable |
| Australian Federal Police (ACT Policing) seit 2020 |                     |                               |                        |              |                      |                |                 |           |                             |                      |          |                          |                              |                  |                       |           |                        |           |
| Commissioner                                       | Deputy commissioner | Assistant commissioner        |                        | Commander    |                      | Superintendent |                 | Inspector | Station Sergeant            |                      | Sergeant | Leading senior constable |                              | Senior constable | Constable first class | Constable | Police recruit         |           |